# Xã Savannah, Quận Butler, Nebraska
Xã Savannah (tiếng Anh: Savannah Township) là một xã thuộc quận Butler, tiểu bang Nebraska, Hoa Kỳ. Năm 2010, dân số của xã này là 624 người.